# Бинденшу, Руперт
Руперт Бинденшу (нем. Rupert Bindenschu, 1645 — 21 июля 1698 года, Рига) — архитектор, работал в Риге, один из величайших архитекторов эпохи барокко Риги. Более известен как создатель церкви Святого Петра в Риге.

## Биография
Родился в семье плотника Бальтазара и Сюзанны Рейнгольд.
В 1671 году прибыл в Ригу, первая известная работа — участие в строительстве церкви Святого Олафа в Таллине в качестве помощника главного архитектора Якоба Йостена. С 1675 года работал в Риге, где до сих пор считается одним из самых главных архитекторов. 21 января 1676 года стал гражданином Риги.
После большого пожара Риги 1677 года был привлечён к восстановительным работам.
Пожертвовал 23 апреля 1685 года колокола для Кафедрального собора Святого Иакова. Завершил в 1690 году постройку башни церкви Святого Петра, которая была разрушена в 1666 году. 15 марта 1692 года заключил контракт на расширение хор для органа в Домском соборе. Выполнил реконструкцию фасада Большой гильдии (1692)
В 1696 году получил титул Мастера искусств.
Известно, что Бинденшу в сотрудничестве с каменщиком Хениксом (Heniks) выполнил ряд городских заказов на фортификационных сооружениях, а также построил большое количество частных домов, в том числе дома для Ханса Koля (Hans Kohl) и Мишеля Торна (Michel Thorn), но их расположение не может быть определено сегодня. В 1678 году он построил дом для нотариуса Исаака Калькбреннера (Isac Kalckbrenner).
Бинденшу приписывается дом Екатерины Ганскаву (Katharina Gantzkau, Ganskau) — № 7 на улице Аудею.
Тот же дизайн имеет дом профессора Фризена (Friesen), относящийся к 1684 году. В связи с именем Бинденшу указывается Новый арсенал (1683), восстановление в 1680 году после пожаров городских конюшен (Marstal) «с 3 воротами и 18 окнами, все красные и Готландских камней». В 1690 году — жилые здания (Wohnhaus [..] де Stadtgießhauses).
Был дважды женат, в браках родилось 10 детей.

## Другие известные работы
Дом Данненштерна
Дом Рейтерна
Евангелическо-лютеранская церковь в Матиши
Дом 3 на улице Маза Грециниеку (1683, несуществующая в настоящее время улица находилась между Домом Черноголовых и Музеем оккупации Латвии. Застройка улицы была снесена в 1936—1938 годах при расширении Домской площади в сторону Даугавы).
|                       |  |                  |  |              |  |              |  |
| Церковь Святого Петра |  | Дом Данненштерна |  | Дом Рейтерна |  | ул. Аудею, 7 |  |